# AEW 월드 태그팀 챔피언십
AEW 월드 태그팀 챔피언십(AEW World Tag Team Championship)은 AEW에 속한 타이틀 중 하나이다.

## 역사

#### 탄생
2019년 10월 9일 웬즈데이 나잇 다이너마이트 2회 방송에서 초대 챔피언을 가리기 위한 토너먼트가 시작된다.

## 역대 타이틀 명칭
| 타이틀 명칭              | 연도        |
| ------------------------ | ----------- |
| AEW 월드 태그팀 챔피언십 | 2019년~현재 |

## 기록들
- 초대 챔피언 : SCU (프랭키 카자리안 & 스콜피오 스카이)
- 최장수 챔피언 : 영 벅스 (맷 잭슨 & 닉 잭슨) (302일)
- 최단 기간 챔피언 : 영 벅스 (맷 잭슨 & 닉 잭슨) (28일)
- 최다 챔피언 : 영 벅스 (매슈 잭슨 & 니콜라스 잭슨) (3회)
- 최중량급 챔피언 : 스워브 인 아워 글로리 (스워브 스트릭랜드 & 키스 리) (245kg)
- 최경량급 챔피언 : 영 벅스 (맷 잭슨 & 닉 잭슨) (159kg)
- 최고령 챔피언 : 스팅 (64세 324일)
- 최연소 챔피언 : 정글 보이 (24세 213일)

## 역대 챔피언
- SCU (프랭키 카자리안 & 스콜피오 스카이) (초대 챔피언)
- 케니 오메가 & 아담 페이지
- FTR (캐시 윌러 & 댁스 하워드)
- 영 벅스 (매슈 잭슨 & 니콜라스 잭슨)
- 루차 브라더스 (펜타 엘 제로 M & 레이 피닉스)
- 쥐라기 익스프레스 (정글 보이 & 루차사우루스)
- 스워브 인 아워 글로리 (스워브 스트릭랜드 & 키스 리)
- 어클레임드 (맥스 캐스터 & 앤서니 보웬스)
- 더 건스 (콜튼 건 & 오스틴 건)
- 리키 스타크스 & 빅 빌
- 스팅 & 다비 알린
- 프라이빗 파티 (아이재아 캐시디 & 마크 퀜)
- 허트 신디케이트 (보비 래슐리 & 셸턴 벤저민) (현 챔피언)

## 같이 보기
- WWE 월드 태그팀 챔피언십
- WWE 러 태그팀 챔피언십
- WWE 스맥다운 태그팀 챔피언십
- WWE NXT 태그팀 챔피언십
- WCW 월드 태그팀 챔피언십
- ECW 월드 태그팀 챔피언십
- TNA 월드 태그팀 챔피언십
- RoH 월드 태그팀 챔피언십
- GFW 월드 태그팀 챔피언십